# Dominique Joseph Garat
Dominique Joseph Garat, o Domingo José Garat como le llamaba Pío Baroja, (Bayona, 8 de septiembre de 1749 – ibíd., 9 de diciembre de 1833) fue un abogado, periodista, escritor y político francés perteneciente a la corriente de pensamiento bautizada por Napoleón como ideólogos o segunda Ilustración. Perteneció a la masonería.

## Biografía
Aunque nacido en Bayona, era originario de Ustaritz, localidad donde su padre ejercía de médico. Al igual que otros dos hermanos, fue abogado en Burdeos. También tuvo un hermano tenor.
Antes de la Revolución Francesa, junto con su hermano Dominique, fue elegido diputado en los Estados Generales por Labort (Lapurdi) y llegó a ser secretario de la Asamblea Nacional Constituyente entre 1790 y 1791. Fue ministro de Justicia entre 1792 y 1793. Ejerciendo el cargo, le tocó comunicar al rey Luis XVI su sentencia de muerte. Posteriormente fue del Interior entre el 23 de enero de 1793 y el 20 de agosto de 1793.
En 1808 se le otorgó el título nobiliario comte de l'Empire (conde del Imperio) por Napoleón Bonaparte. Con la Restauración se finaliza su carrera política y se retira a su casa de Urdains. Pío Baroja afirma sobre él que «a medida que la Revolución francesa evolucionaba, Garat evolucionó con ella; fue alternativamente dantoniano, thermidoriano, bonapartista, imperialista, después abandonó la barca de la Revolución, que naufragaba, y se hizo partidario de los Borbones y devoto.»
Lucía Hiriart, esposa del dictador chileno Augusto Pinochet, es descendiente directa de Garat.[cita requerida]

## Nueva Fenicia
Uno de sus proyectos políticos más singulares quedó recogido en un escrito inédito de 1811 titulado Recherches sur le Peuple Primitif de l'Espagne, sur les révolutions de cette Peninsule, sur les Basques Espagnols et Français donde se adelanta un siglo a la visión unificada de las cuatro provincias vascas peninsulares (Vizcaya, Guipúzcoa, Álava y Navarra), y las tres continentales (Lapurdi, Zuberoa y Baja Navarra). Su vinculación fenicia se basa en la creencia del autor de tal origen para la cultura y lengua hablada en estas zonas.

## Obra (selección)
- Éloge de Suger,
- Éloge de Montausier,
- Éloge de Fontenelle,
- Précis historique de la vie du chevalier de Bonnard, (1787)
- Mémoire sur la révolution ou exposé de ma conduite, (1795)
- Recherches sur le Peuple Primitif de l'Espagne, sur les révolutions de cette Peninsule, sur les Basques Espagnols et Français (1811). Inédita.
- Mémoires historiques sur la vie de Suard, sur ses écrits et sur le XVIIIe siècle (1820)